# Roberto Fernández
Ne pas confondre avec le footballeur espagnol, finaliste de l'Euro 1984, Roberto Fernández Bonillo.
Roberto Fernández (né le 29 juillet 1956 à Asuncion) est un footballeur paraguayen.
Il a été le gardien de but de l'équipe du Paraguay à 78 reprises entre 1976 et 1989, ce qui en fait le but le plus sélectionné de l'histoire de l'équipe nationale. Il a notamment remporté la Copa América en 1979 et a disputé la coupe du monde 1986.
Parmi les clubs où il a évolué on trouve le Cerro Porteño, le Deportivo Cali, l'Internacional Porto Alegre et Palmeiras, ou encore l'Espanyol Barcelone.